# Кальварія (видавництво)
Видавни́цтво «Кальва́рія» — засноване 27 листопада 1991 року у Львові.
З 1993 року за ініціативою його співзасновника доцента кафедри теоретичної фізики Львівського університету, к.ф.-м. наук Петра Мацкевича підприємство розпочало власну видавничу програму, а від 1995 року видання книжок українською мовою стало основним видом діяльності товариства. З того часу ТОВ «Кальварія» відоме широкому загалу під комерційною назвою «Видавництво Кальварія» (видавництво «Кальварія») і сьогодні його заслужено відносять до знакових гравців українського книжкового ринку.
Саме Петро Мацкевич розробляв і запроваджував ті принципи роботи, які сформували імідж та довгий час були основою діяльності видавництва.

## Діяльність
Видавництво «Кальварія» ставить за мету «розвиток в Україні сучасного видавничого бізнесу, який повинен забезпечувати рентабельність видавництва і давати достойний прибуток його власникам, авторам і партнерам», а також видавати якісну українську книгу, популяризувати українських авторів та встановлення сучасної української літератури як «світового бренду».
Реалізує власні книжкові проєкти за такими напрямками:
- Сучасна українська проза та поезія
- Сучасна та класична світова література
- Якісна література для дітей та підлітків
- Фахова та науково-популярна література

Основна спеціалізація — сучасна українська література та відкриття нових імен. «Кальварія» — перший видавець прозових книжок багатьох визнаних українських письменників. Серед них – Лариса Денисенко, Любко Дереш, Василь Кожелянко, Марія Матіос, Марина Меднікова, Світлана Поваляєва, Олесь Ульяненко. Серед найцікавіших прозових відкриттів 2006-2010 років — Тетяна Винокурова-Садиченко, Любомира Княжич, Сергій Лобода, Марія Ряполова, Галина Ткачук, Ксеня Харченко та ін.
Серед сучасних українських авторів «Кальварії» є також імена Василя Герасим’юка, Павла Гірника, Руслана Горового, Марини та Сергія Дяченків, Юрка Іздрика, Олександра Ірванця, Сергія Жадана, Богдана Жолдака, Євгенії Кононенко, Леоніда Кононовича, Володимира Лиса, Петра Медянки, Костя Москальця, Юрка Покальчука, Тараса Прохаська, Ігоря Римарука, Ірен Роздобудько, Алли Сєрової, Сергія Ухачевського, Валерія Шевчука, Василя Шкляра та багатьох інших.
«Кальварія» реалізувала низку проєктів із серії «вперше в Україні». Серед них — видання повного поетичного доробку Грицька Чубая (1999); не цензуровану збірку драм Леся Подерв’янського «Герой нашого часу» (2000); видання повного перекладу роману Франсуа Рабле «Ґарґатюа та Пантаґрюель» здійсненого зі старо-французької Анатолем Перепадею (2005); перші легальні українські видання Ентоні Берджеса (2004) та Антуана де Сент-Екзюпері (2005), книжкові видання українських перекладів творів Моріса Бланшо, Жана Бодріяра, Сьюзен Зонтаг, Френсиса Фукуями та ін. Окрім суто видавничої діяльності, «Кальварія» регулярно виступає ініціатором, організатором чи учасником культурних та інформаційних проєктів.

## Важливі події
Засноване 1991 року у Львові, за три дні до референдуму про незалежність України.
З 1993 року розпочато власну видавничу програму, а від 1995 року видання книжок українською мовою стало основним видом діяльності товариства.
1994
«Кальварія» уклала свою першу авторську угоду з українським автором Борисом Кухтою.
1995
Реалізовано перший власний видавничий проєкт (книжка, підготовка і видання якої було здійснено власним коштом) (Б. Кухта, А. Романюк, М. Поліщук «Хто є хто в європейській та американській політології. Малий політологічний словник»).
1996
У видавництві виходить посібник з Конституції України.
1997
Перша книжкова серія видавництва — «Основи політичної науки».
1998
«Кальварія» надала свою першу ліцензію в Україні на видання твору Наталії Черниш «Соціологія. Курс лекцій».
Перше видання прозової книжки Юрка Покальчука «Те, що на споді».
1999
Побачила світ книжка Грицька Чубая «Плач Єремії», робота над якою виробила стиль художнього оформлення кальварійських видань. Журі Форуму видавців 1999 року оцінило цю невелику книжку вище ніж дев'ятитомник Василя Стуса. Наступного ж року у конкурсі «Книжка року» ці два видання знов були головними конкурентами, але тут переважив Стус.
2000
«Кальварія» започатковує першу книжкову серію художньої літератури. І з цього року українська сучасна художня література стає основним стратегічним напрямком видавництва. Видання книжок Юрка Покальчука «Одісей, батько Ікара», «Інший бік», В'ячеслава Медвідя «Льох», Олеся Ульяненка «Сталінка». Перше книжкове видання книжки Василя Кожелянка «Дефіляда в Москві», яка стає переможцем рейтингу «Книжка року 2000».
Перші видання українською мовою книжок Марини та Сергія Дяченків – «Оскол» і «Відьомська доба» – у художньому оформленні Михайла Євшина.
2001
«Кальварія» придбала свою першу ліцензію на видання українського перекладу твору Жана Жене «Покоївки». Цього ж року видається перша прозова книжка Марії Матіос «Життя коротке», перші книжкові видання романів Василя Кожелянка «Конотоп», «Котигорошко» та роману Євгенія Кононенко «Імітація».
Виходить ошатне видання робіт Дмитра Донцова — «Геополітичних та ідеологічні праці».
З метою реалізації проєктів у сфері культури (у тому й у видавничій галузі), реалізація яких можлива лише за фінансової підтримки міжнародних інституцій та благодійних організацій, Петро Мацкевич засновує благодійний фонд «Фундація видавництва “Кальварія”», для роботи якого він у подальшому розробив та апробував на низці власноручно реалізованих проєктів концепції базових проєктів цього фонду, які використовуються й донині. З 2011 року діяльність Фонду перейшла в приватне управління і з видавництвом не пов’язана.
2002
Вперше українською мовою побачили світ твори знакового шведського письменника Торґні Ліндґрена «Джмелиний мед» і «Слід змія на скелі» у блискучих перекладах Ольги Сенюк. Світ побачила мистецько-поетична серія книжок знакових сучасних українських поетів Ігоря Римарука («Діва Обида»), Василя Герасим’юка («Поет у повітрі»), Андрія Охримовича («Замкнутий простір») і Павла Вольвача («Південний Схід»). Кожен із поетів сам обирав митця, чиї роботи будуть використані в оформленні його книги, а кожне з чотирьох видань оформлювалося в різній техніці, тому друкарям доводилося робити й ручні вклейки.
2003
«Кальварія» представляє читачам нове обличчя «батька української альтернативної історії» — побачила світ книжка Василя Кожелянка «Срібний павук». Крім того, виходять: перше видання збірки екзистенційної прози Леоніда Кононовича «Повернення», перший іронічний роман кіносценаристки Марини Меднікової «Тю!» і дебютна прозова книжка Світлани Поваляєвої «Ексгумація міста». Цього ж року з’являються «Ключ» Василя Шкляра і «Чужа гра» Сергія Ухачевського.
«Кальварія» вперше презентує українські видання таких знакових фінських авторів як Міка Валтарі («Велика ілюзія») та Арто Паасілінна («Рік зайця»).
Видавничий каталог поповнюють і важливі видання non-fiction літератури: «Політична наука. Словник: категорії, поняття і терміни» за ред. Б.Кухти, «Права людини у міжнародній політиці» Джека Доннелі, «Соціологія постмодернізму» Скота Леша, «Принцип суверенітету» Жерара Мере, «Досвід і освіта» Джона Д’юї та «Українські рушники» Лідії Орел.
2004
«Кальварія» здійснює перше українське видання знакової праці культового філософа ХХ століття Жана Бодріяра «Символічний обмін і смерть», яке розпочало серію перекладної інтелектуальної літератури. Однією з родзинок серії є використання робіт сучасних українських художників в художньому оформленні книжок. Перша кальварійська резонансна антипіратська кампанія, пов'язана з виходом у світ українського перекладу книги Ентоні Берджеса «Механічний апельсин». Восени 2004 року розпочато унікальний інформаційно-дискусійний проєкт — щотижневі «Кальварійські посиденьки в УНІАНі», учасниками якого є культові письменники, художники, музиканти, журналісти; представники дипломатичного корпусу (у тому й амбасадори), міжнародних фундацій, державних структур, громадських організацій. Цього ж року «Кальварія» надала свою перші ліцензії іноземним видавцям на переклад і видання польською та німецькою мовами творів Любка Дереша «Культ» і «АРХЕ».
2005
Видавництво «Кальварія» презентує те, чого ще не мають ані Польща, ані Росія — повне видання роману Франсуа Рабле «Ґарґантюа та Пантаґрюель», вперше перекладеного зі старофранцузької. Вихід у світ Рабле з проведенням серії унікальних презентацій книги спричинив неабиякий інформаційний резонанс. Першими відзнаками, які отримала «Кальварія» за це видання, стали офіційні подяки Президента України та амбасади Франції. Навесні цього ж року «Культ» Дереша виходить польською і з'являється в усіх найбільших книгарнях Польщі. Влітку виходить сигнальний примірник роману «Культ» німецькою мовою в одному з найбільших німецьких видавництв і завершуються переговори щодо видання книжок Дереша в Італії та Сербії. Одночасно «Кальварія» отримує виключні права на видання книжки «Маленький принц» українською мовою від культового французького видавництва «Gallimard» і розпочинає антипіратську кампанію щодо нелегальних видань цієї книжки в Україні. Під час Форуму видавців у Львові відбувається публічне підписання ліцензійної угоди на українське видання «Маленького принца» за участі керівника «Кальварії» Петра Мацкевича та очільника «Клубу сімейного дозвілля» Олега Шпільмана. Тоді ж «Кальварія» надає пакет ліцензій «Клубу сімейного дозвілля» на видання низки творів українських авторів.
2006
Завершена боротьба з «піратськими» виданнями «Маленького принцу» та оголошено про новий видавничий напрямок — література для дітей та підлітків — світ побачили книжки «Крабат» Отфріда Пройслера та «Вампірятко» Ренати Вельш. Видавництво продовжує серію перекладної інтелектуальної літератури: перше українське видання книжок Семюела П.Гантінґтона «Протистояння цивілізацій та зміна світового порядку» та Сьюзен Зонтаґ «Проти інтерпретації та інші есе». Посилює напрямок промоції авторів та продажу прав на їхні твори. Знову в «Кальварії» з'являється «молода кров»: яких Ксенія Харченко, Галина Логінова, Любомира Княжич, Тетяна Вінокурова-Садиченко. «Кальварія» надає свою першу ліцензію на створення телесеріалу за мотивами книжок Марини Меднікової «Зірка. Терористка» і «Крутая плюс. Терористка-2». У німецькому видавництві Suhrkamp Verlag за кальварійською ліцензією виходить «Поклоніння ящірці» Любка Дереша.
2007
«Кальварія» продовжує серію перекладної інтелектуальної літератури: Жан Бодріяр «Божиста лівиця», Даніель Бовуа «Російська влада і польська шляхта в Україні 1793–1830 рр.», Моріс Бланшо «Простір літератури». Стартує новий проєкт — міжвидавнича книжкова серія «British Mainstream»: Іен Мак'юен «Субота» (Львів: Кальварія), Девід Мітчел «Сон № 9» (Київ: Ксенія Сладкевич). Видавництво «Кальварія» розпочала надавати пакети ліцензій на створення аудіокнижок, результатом чого став масштабний проєкт компанії «CD Com-Україна» - «Сучасна українська література», в рамках якого за ліцензією видавництва «Кальварія» тільки у 2007 році вийшли аудіокнижки Тетяни Винокурової-Садиченко, Любка Дереша, Василя Шкляра, Василя Кожелянка, Алли Сєрової, Ірен Роздобудько.
В реномованому італійському видавництві LAIN-Fazi Editore виходить роман Любка Дереша «Культ» за ліцензією видавництва «Кальварія».
2008
«Кальварія» продовжує серію перекладної інтелектуальної літератури романом Ієна Мак'юена «Спокута» (екранізація цього роману 2007 року режисером Джо Райтом стала подією світового значення) і 7 березня 2008 року в Україні одночасно стартує продаж книжки та ліцензійних DVD з фільмом.
Іспанський поет Федеріко Гарсія Лорка заговорив із читачем українською: Вибрані поезії у перекладах Григорія Латника.
Вийшов друком фоліант на 800 сторінках — «Розвідка та інші таємні служби Стародавнього Риму і його супротивників» — результат 30-річної праці колишнього військового розвідника Володимира Дмитренка.
2009
Навесні у Франції вийшов «Культ» Любка Дереша в одному зі знакових видавництв Stock. В останньому числі Нью-Йоркського (США) літературного часопису «Fiction» опубліковано фрагменти англійського перекладу роману «Культ» Любка Дереша. В Росії видано збірку новел Євгенії Кононенко «Без мужика» за ліцензією «Кальварії». А в Україні виходить нова збірка новел та есеїв письменниці «Книгарня ШОК», новели з якої отримали премії та літературні нагороди: «Телефонна елегія» (друга назва «Київська елегія») стала переможцем Другого всеукраїнського конкурсу радіоп’єс «Відродимо забутий жанр» Національної радіокомпанії України та Всеукраїнського конкурсу оповідання на київську тематику «З Києва з любов’ю», «Книгарня “ШОК”» отримала першу премію міжнародного літературного фестивалю «Просто так 2009». Побачив світ подарунковий ілюстрований фоліант на 800 сторінках в 2-х томах — Ярослав Гашек «Пригоди бравого вояки Швейка», ілюстрованого Михайлом Євшиним.  Видано одразу чотири переклади французької сучасної літератури: три книжки знаного франко-бельгійського письменника, драматурга й філософа Еріка-Емманюеля Шмітта - «Оскар і рожева пані», «Пан Ібрагім і квіти Корану», «Дитя Ноя» та книга молодої французької авторки Фаїзи Ґен «Завтра кайф».  Видавництво розпочинає нову серію художньої літератури para bellum, і першою в цій серії виходить книжка нового автора Назара Крука «Звірі». З’являються книжки ще кількох нових авторів: Микола Біденко «Ліки зі смерті» (поезії), Оксана Драчковська «Нянька-ненька. Зі щоденника заробітчанки», Сергій Лобода «Шизофренія».  Вперше виходить роман «Подвійне дно» володарки найпершого Гран-прі конкурсу «Коронація слова» Алли Сєрової.  З’являються нові переклади поезії та прози з іспанської та португальської (Августо Бекер «Рими», Альфонсіна Сторні «Вибрані поезії», «Поезія португальського відродження»), англійської (М.Дж.Гайленд «Угамуйте мене»), норвезької (Віґдіс Йорт «Якби ж то») та з сербської («Нездоланний Ерос оповіді»). Наприкінці року «Кальварія» видає книгу Білла Клінтона «Час віддавати. Як кожен з нас може змінити світ».
2010
Книжкою Володимира Дмитренка «Імператор Нерон. У вирі інтриг» «Кальварія» розпочинає видання серії науково-популярних книжок про імператорів Риму. Навесні цього ж року видавництво долучається до безпрецедентного для України та світу мистецького проєкту «Аут», присвяченого проблемі аутизму — в рамках проєкту «Кальварія» здійснює підготовку та видання науково-методичного видання одного з небагатьох українських спеціалістів з питань аутизму Діни Шульженко «Аутизм — не вирок» та українського перекладу світової літературної сенсації — роману «Дивний випадок із собакою вночі» британського письменника Марка Геддона. Наприкінці літа видавництво вперше в Україні реалізує особливий проєкт: видання двох книжок перекладів поезій Борхеса від двох різних перекладачів. Обрані перекладачами поезії перетинаються на 40%, отже є можливість і побачити різні перекладацькі рішення, і «смакувати» ті самі поезії в двох різних інтерпретаціях. Видавництво, крім того, продовжило серію видань перекладів іспаномовної поезії, нових творів сучасних українських авторів і перекладної сучасної літератури. А завершила «Кальварія» свою видавничу програму 2010 року двома не менш знаковими книжками: Жан Бодріяр «Фатальні стратегії» у перекладі Леоніда Кононовича, у художньому оформленні якої використано роботу відомого українського художника Володимира Буднікова «Спека», і «Чарівний світ. Тоді» знаного українського перекладача, письменника та літературознавця Тимофія Гавриліва, що є це другої частиною роману «Чарівний світ». Видавництво пішло на цікавий експеримент — запропонувати роман читачам трьома книжками, першу з яких «Чарівний світ. Тепер» було презентовано під час Львівського Форуму видавців (вересень, 2010), а третю — «Чарівний світ. Між тоді і тепер» — видано 2011 року.
Агенція MSBrand Corporation компанії PR-Prime (Київ), яка оперує правами на літературні твори видавництва «Кальварія», домовилась про придбання видавництвом «Адукация и вихаванне» ліцензії на видання та продаж в усьому світі книги Володимира Дмитренка «Розвідка та інші таємні служби Стародавнього Риму і його супротивників» російською мовою.
2011
Видавництво взяло участь в проєкті Ольги Громової «Фатальні стратегії» — мультимедійний художній проєкт, що об’єднує сучасну філософію, книговидання, моду, перформанс, архітектуру і сценографію. Проєкт натхненний ідеями французького філософа Жана Бодріяра.
Виходить антиутопія провідної сучасної польської письменниці Магдалени Туллі «Сни і камені» у перекладі з польської  Віктора Дмитрука.
Було продовжено серію науково-популярних видань про імператорів Риму виданням нових книжок Володимира Дмитренка «Октавіан Август. Народження Римської імперії» та «Імператори Тіберій, Калігула і Клавдій. Римська імперія після Октавіана Августа».
В Білорусі виходить російська версія книги Володимира Дмитренка «Розвідка та інші таємні служби Стародавнього Риму і його супротивників», яка прикрасила видавничий асортимент провідного білоруського видавництва «Адукация и вихаванне» («Освіта і виховання») згідно ліцензійної угоди з видавництвом «Кальварія».
Наприкінці року побачило світ іще одне цікаве видання: філософське есе Марини Рудницької «Жити — значить ніби бути». Цікаво, що авторка за освітою — фізик-астроном, яка останні десять років повністю присвятила себе філософії та при цьому не пішла шляхом академічної філософії.
2012
Видавництво продовжило серію видань перекладів іспаномовної поезії, нових творів сучасних українських авторів і перекладної сучасної літератури. Серед цікавих видань: есеї аргентинського письменника, фізика та художника Ернесто Сабато «Будьмо самими собою» в перекладі Сергія Борщевського, який за свою перекладацьку діяльність отримав відзнаку Аргентинської республіки.
2013
Виходить і презентується посмертна книга вибраних творів засл. журн. України, письменника й багаторічного заст. ген. дир. УНІАН Валерія Нечипоренка «Завиграшки».
PR-Prime Company (Літературна агенція MSBrand Corporation) підписала ліцензійну угоду з Glagoslav Publications Ltd. про видання в англійському перекладі деяких творів Євгенії Кононенко в межах Антології жіночої прози.  Цього ж року PR-Prime Company укладає низку ліцензійних угод з одним із найбільших російських видавництв «ЕКСМО» на видання творів Алли Сєрової (три з чотирьох опублікованих українською романів авторки виходили в «Кальварії»),  яке спеціально «під Аллу» створило окрему книжкову серію «От ненависти до любви», що стартує одразу з п’яти її романів. В Росії книжки Алли виходитимуть під псевдонімом Алла Полянська.
Видавництво розпочало співпрацю з автором і керівником відомого проєкту «Служба розшуку дітей», головним режисером «Магнолія-ТВ», письменником і кінорежисером Русланом Горовим виданням його нової книги «Гагарін і Барселона», перша презентація якої відбулася в рамках ювілейного 20-го Форуму видавців у Львові. Пізніше «Гагарін і Барселона» було обрано однією з трьох офіційних книжок 3-го Українського PR-Space Congress, який відбувся 27 вересня 2013 як чудовий зразок storytelling. «Гагарін і Барселона» була названа Книгою тижня книжкового порталу «Буквоїд» та увійшла до довгих списків премій «Книга року ВВС » та «Літакцент року». В грудні 2013 одне з оповідань збірки було перекладено чеською та опубліковано разом із інтерв’ю з автором у популярному молодіжному часописі Babylon. У рамках Форуму видавців також презентується нова книжка Любка Дереша — збірка «Миротворець» та збірка оповідань Тимофія Гавриліва «У шатах вересня».
2014
У лондонському видавництві Glagoslav Publications Ltd. побачила світ Антологія жіночої прози Her stories: An Anthology of New Ukrainian Women Prose Writers, до якої увійшли чотири твори Євгенії Кононенко.  
У травні видавництво змінює доменне ім’я на більш українське: http://calvaria.org.ua [Архівовано 25 березня 2022 у Wayback Machine.].
У червні в Карловому університеті Праги відбулась презентація книги та фільму Руслана Горового: збірки оповідань і повістей «Гагарін і Барселона» та документальної стрічки про Куренівську трагедію «Київський потоп» (з чеським перекладом). Влітку PR-Prime Company (Літературна агенція MSBrand Corporation) надає ліцензію на радіочитання оповідання Руслана Горового «Правда» (збірка «Гагарін і Барселона») на Чеському Національному радіо.   В рамках 21-го Форуму видавців у Львові видавництво презентує дві власні новинки та одне видання, в якому «Кальварія» виступила видавничим та інформаційним партнером: Руслан Горовий «Ген воїна», Леонід Кононович «Тема для медитації» — ювілейне, 10 років від першої публікації, видання та перше за часи Незалежності українське видання грузинського сучасного письменника  — Баса Джанікашвілі «Гра у войнушку». 
«Тема для медитації» продовжує привертати увагу читачів і критиків: до відзнаки національного рейтингу «Книжка року 2005», премії імені Григорія Косинки 2009 додається. «Книжка року - 2014» рейтингу Національної спілки письменників України та Асоціації українських письменників, а також книжка увійшла до списку 90-та найкращих українських книг, які варто прочитати кожному, до 80 найкращих українських книжок за останнє десятиліття, списку конкурсу «Зимові читання - 2016» і фігурує в ТОП-7 від Оксани Забужко, без якого наша література доби Незалежності немислима [Архівовано 25 вересня 2015 у Wayback Machine.].
Книга «Ген воїна» входить до довгого списку премії «Книга року ВВС Україна».
2015
Першої новинкою цього року став роман бійця, письменника та журналіста Сергія Ухачевського «Карпатський капкан», а кошти, отримані від продажу цієї книги, передаються волонтерським організаціям, які допомагають українським воїнам в АТО. Книжка увійшла до ТОП-7 новинок за версією видання «Домашний очаг» та ТОП-15 бестселерів весни книгарні Криївка, е-book — до бестселерів весни на BookLand.  Дебютом-2015 став роман «Лише секунда» економіста, викладача Києво-Могилянської Бізнес Школи (kmbs) і лектора Відкритого Університету Майдану, співзасновника просторового концепту Freud House Олексія Геращенка. Новинка з’явилась у квітні, вона увійшла до ТОП-7 весняних новинок за версією видання «Домашний очаг», а восени книжку було обрано однією з офіційних книжок X Бізнес форуму «Інновації в комунікаціях».  У липні виходить унікальне ілюстроване дослідження художниці, мистецтвознавця та педагога Галини Новоженець «Образотворче мистецтво української діаспори 1940-1970 років: поліваріантність художнього досвіду», яке розпочинає серію видань серйозних досліджень із різних галузей, написаних «людською» мовою.  А наприкінці літа підписується ліцензійна угода з Чеським Національним радіо, за якою було надано ліцензію на радіочитання новели Євгенії Кононенко «Телефонна елегія» зі збірки «Книгарня ШОК» у перекладі Ріти Лайонс Кіндлерової (Rita Lyons Kindlerová).
До Дня Незалежності України «Кальварія» презентує особливу новинку та нове обличчя письменника Сергія Батурина: захоплюючий екшн про ймовірну долю актуальних персонажів світової політичної сцени «Вакансія для диктатора». У романі Автор моделює ситуацію, коли диктатор починає втрачати владу, а вчорашні покровителі роблять ставку на іншого, досліджує, як тоді поведеться вчорашній правитель, як вчинять його, здавалося би, вірні споборники, його близькі й рідні. Розв’язка цієї історії цілком може стати пророчою для очільника знайомої нам сусідки з імперськими амбіціями, адже автор з юності захоплюється історією та в своїх романах вже не раз передбачав реальні події. Новинка привертає увагу медіа та читачів: Книга дня Інтернет-видання «Літакцент», Книга тижня національного тижневика «День», ТОП 10 книг львівського Форуму від газети «Дзеркало тижня», ТОП-10 книжкових новинок від українських письменників видання depo.ua і ТОП-10 головних книг зими від українських авторів проєкту Styler (РБК Украина).
Виходить нова книга майстра короткого жанру Євгенії Кононенко «Симбалайн» (повість, новели та поезії), яку називають Книгою дня Інтернет-видання «Літакцент», новинка входить до ТОП-10 книжкових новинок від українських письменників видання depo.ua, ТОП-5 найцікавіших книжкових новинок газети «20 хвилин» і ТОП-10 проєкту Styler (РБК Украина) головних книг зими від українських авторів.'
До Форуму видавців у Львові виходять одразу три знакових видання. Збірка оповідок Руслана Горового «Казки на ніч», яка народилася у Facebook і яку пізніше журналісти назвуть «новітньою історією України в оповіданнях» та «коротким курсом патріотичного виховання». Видання увійшло до ТОП-10 книжкових новинок від українських письменників видання depo.ua та до довгого списку премії «Книга року ВВС» (ТОП-10). Також вийшла перша книга автора, який послуговується псевдонімом Марія Зоря, — роман, персонажами якого стали сучасні українські письменники — «Гра з вогнем». Спеціально до Форуму видавців видавництво «Кальварія» підготувало й перше видання казки для підлітків від Автора бестселера «Карпатський капкан» Сергія Ухачевського — «Казка Старого Мельника» з ілюстраціями Юлії Стахівської. Новинка увійшла  до ТОП-30 найцікавіших книжкових новинок Форуму видавців у Львові від Еспресо.TV.  На момент виходу книжки завершувались і зйомки однойменного фільму. Це — перше українське кінофентезі (сценарій: Сергій Гаврилюк, режисер: Олександр Ітигілов) з широким використанням видовищних ефектів і неймовірною концентрацією українських акторських талантів. У «Казці Старого Мельника» задіяні: Олексій Богданович, Олексій Вертинський, Ірма Вітовська, Володимир Горянський, Анна Кошмал, Олег Примогенов, Ада Роговцева, Остап Ступка, Наталя Сумська, Валентин Томусяк, Анатолій Хостікоєв та інші. 
Восени українське видання книги Баси Джанікашвілі «Гра у войнушку» (2014) у перекладі Гіоргія Арабулі висунуто на здобуття щорічної премії Кабінету Міністрів України імені Максима Рильського за переклад.  А книгу «Казка Старого Мельника» Сергія Ухачевського (2015) — на здобуття премії Кабінету Міністрів України імені Лесі Українки за літературно-мистецькі твори для дітей та юнацтва.

## Значимі видання

### Сучасна та класична українська проза та поезія
- Сергій Батурин «Охоронець» (2002)
- Наталка Білоцерківець «Готель «Централь» (2004)
- Тетяна Винокурова-Садиченко «Жарт другий. Квіт папороті» (2007)
- Василь Вовкун «Фрески» (2001)
- Павло Вольвач «Південний Схід» (2002)
- Василь Герасим’юк «Поет у повітрі» (2002)
- Павло Гірник «Брате мій, вовче» (2000)
- Микола Гоголь «Тарас Бульба» в українському перекладі Василя Шкляра (2005)
- Руслан Горовий «Гагарін і Барселона» (2013)
- Любко Дереш «Культ» (2001), «Поклоніння ящірці» (2002), «АРХЕ» (2005)
- Марина та Сергій Дяченки «Оскол», «Відьомська доба» (2000)
- Сергій Жадан «Балади про війну і розбудову» (2001)
- Богдан Жолдак «Топінамбур, сину» (2002)
- Юрко Іздрик «Воццек & воццекургія» (2002), «АМТМ» (2005)
- Олександр Ірванець «Рівне-Ровно» (2002)
- Василь Кожелянко «Дефіляда в Москві» (2000), «Тероріум» (2002), «Срібний павук» (2003), «Логіка речей», «Чужий»
- Євгенія Кононенко «Імітація» (2001), «Без мужика» (2006), «Книгарня ШОК» (2009), «Симбалайн» (2015)
- Леонід Кононович «Повернення» (2003), «Тема для медитації» (2004)
- Володимир Лис «Маска» (2002)
- Галина Логінова «Піщана ріка» (2008)
- Марія Матіос «Життя коротке» (2001)
- В’ячеслав Медвідь «Кров по соломі» (2002), «Льох»  (2000)
- Марина Меднікова «Тю!» (2003)
- Петро Мідянка «Трава Господня» (2001)
- Костянтин Москалець «Келія чайної троянди», «Нічні пастухи буття», «Символ троянди» (2001)
- Валерій Нечипоренко «Завиграшки» (2012)
- Світлана Поваляєва «Ексгумація міста» (2003)
- Юрко Покальчук «Те, що на споді» (1998)
- Тарас Прохасько «Лексикон таємних знань» (2004)
- Ігор Римарук «Діва Обида» (2002)
- Ірен Роздобудько «Ескорт у смерть» (2002), «Мерці» (2001)
- Марія Ряполова «Бурецвіт» (2010)
- Алла Сєрова «Подвійне дно» (2007), «Правила гри» (2010), «Інший вид» (2010)
- Олесь Ульяненко «Сталінка» (2000)
- Сергій Ухачевський  «Чужа гра» (2003), «Карпатський капкан» (2015)
- Ксеня Харченко «Історія» (2006)
- Грицько Чубай «Плач Єремії» (1999)
- Валерій Шевчук «Срібне молоко» (2002)
- Василь Шкляр «Ключ» (2003), «Елементал» (2001)

### Сучасна та класична світова література
- Августо Бекер «Рими» (2009)
- Ентоні Берджес «Механічний апельсин» (2003)
- Хорхе Луїс Борхес «Вибрані поезії» (2010)
- Анн-Софі Брасм «Дихаю» (2008)
- Михаїл Булгаков «Майстер і Маргарита» (2006)
- Міка Валтарі «Велика ілюзія» (2003)
- Ярослав Гашек «Пригоди бравого вояки Швейка» (2009)
- Марк Геддон «Дивний випадок із собакою вночі» (2010)
- Адам Загаєвський «У чужій красі» (2009)
- Войцех Кучок «Гівнюк» (2007)
- Станіслав Лем «Соляріс» (2007)
- Торгні Ліндгрен «Джмелиний мед», «Слід змія на скелі» (2002)
- Федеріко Гарсія Лорка «Вибрані поезії» (2008)
- Іен Мак'юен «Субота» (2007), «Спокута» (2008)
- Антоніо Мачадо «Вибрані поезії»  (2013)
- Ґабріела Містраль «Вибрані поезії» (2010)
- Арто Паасілінна «Рік зайця» (2003)
- Борислав Пекич «Новий Єрусалим» (2007)
- Франсуа Рабле «Ґарґантюа та Пантаґрюель» у перекладі зі старо-французької (2005)
- Ернесто Сабато «Будьмо самими собою» (2012)
- Альфонсіна Сторні «Вибрані поезії» (2009)
- Ольга Токарчук «Правік та інші часи» (2004)
- Магдалена Туллі «Сни і камені» (2011)
- Ерік-Емманюель Шмітт «Оскар і рожева пані» (2006), «Пан Ібрагім і квіти Корану» (2009), «Дитя Ноя» (2009)